# Ровдо, Иван Семёнович
 Ива́н Семёнович Ро́вдо (бел. Ро́ўда Іва́н Сямёнавіч; род. 13 июня 1953, Мядель, Минская область) — белорусский лингвист, доктор филологических наук, профессор, автор более 230 научных и учебно-методических работ, в том числе учебников по белорусскому и русскому языку для школ и вузов.

## Биография
Иван Семенович Ровдо родился 13 июня 1953 года в городе Мядель Минской области. Учился в Мядельской средней школе. В 1970 году поступил на филологический факультет Белорусского государственного университета им. В. И. Ленина, который окончил в 1975 году по специальности «Русский язык и литература». С этого времени работает преподавателем кафедры русского языка: читает лекции и ведет практические занятия как у белорусских, так и у иностранных студентов.
В 1980 году защитил кандидатскую диссертацию по теме «Межъязыковая омонимия в условиях русско-белорусского и белорусско-русского билингвизма», научный руководитель — профессор П. П. Шуба.
В 1996 году защитил докторскую диссертацию «Лексічныя лакуны і сродкі іх кампенсаціі (супастаўляльнае сістэмна-функцыянальнае даследаванне беларускай і рускай моў)», после чего был назначен на должность заместителя декана филологического факультета БГУ по научной работе и международным связям. В 1997 году избран на должность профессора кафедры русского языка, а в 1999 — на должность заведующего кафедрой русского языка.
29 ноября 2002 года в Белорусском государственном университете состоялось торжественное вступление Ивана Семеновича в должность декана филологического факультета.

## Научная деятельность
Принимал участие в разнообразных научных конференциях и симпозиумах за рубежом (Италия, Финляндия, Великобритания). На протяжении трех лет (1986—1989 г.г.) И. С. Ровдо преподавал русский язык в Пражском университете, а также выступал с лекциями во многих крупных городах данной республики.
Занимается сопоставительно-типологическим исследованием русского и белорусского языков, методикой преподавания русского языка как иностранного, исследованием вопросов словообразования, лексикологии и морфологии. Иван Семенович Ровдо является членом ученых советов университета, председателем научно-методического совета Учебно-методического объединения высших учебных заведений Республики Беларусь по филологическим специальностям, председателем Белорусского общественного объединения преподавателей русского языка и литературы, Членом Национального руководящего комитета проекта международной технической помощи «Интеграция беженцев в Беларуси, Молдове и Украине», главным редактором журнала «Русистика в Беларуси», членом редколлегий журналов «Веснік БДУ», «Роднае слова», «Русский язык и литература». Неоднократно принимал участие в работе Конгрессов Международная ассоциация преподавателей русского языка и литературы и Генеральной ассамблеи МАПРЯЛ, был членом совета по защите диссертаций при Институте языкознания им. Я. Коласа НАН Беларуси. Регулярно возглавляет жюри Республиканской олимпиады по русскому языку и литературе. Выступает оппонентом и экспертом кандидатских и докторских диссертаций. Под его научным руководством защищены 1 докторская и 9 кандидатских диссертаций.

## Награды и премии
Награждён Почетной грамотой Национального собрания Республики Беларусь (2011), Почетной грамотой Министерства образования Республики Беларусь (2001), нагрудным знаком Министерства образования Республики Беларусь «Отличник образования» (2003), Почетной грамотой Совета Министров Республики Беларусь (2010), медалью Франциска Скорины (2013). Более того, является Заслуженным работником Белорусского государственного университета, лауреатом премии им. В. И. Пичеты.

## Основные труды
1. Русский язык в тестах и комментариях. Книга 1: Фонетика. Графика. Орфография. Морфемика. Словообразование: Пособие для учащихся / О. Н. Беляевская, И. С. Ровдо [и др.]. — Минск: Современное слово, 2001. — 416 с.
2. Русский язык в тестах и комментариях. Книга 3: Морфология. Правописание частей речи: Пособие для учащихся / О. Н. Беляевская, И. С. Ровдо [и др.]. — Минск: Современное слово, 2001. — 448 с.
3. Контрольные тесты по русскому языку: Пособие для общеобразовательных школ, лицеев, гимназий: 5-9 классы / Т. Н. Волынец, И. С. Ровдо [и др.]. — Минск: ООО «Сэр-Вит», 2001. — 416 с.
4. Ровдо, И. С. Лингвистическая русистика университета на рубеже веков / И. С. Ровдо // Веснік БДУ. — Минск, 2001. — Серыя 4. — № 2. — С. 13-18.
5. Ровдо, И. С. Русский язык: культура устной и письменной речи: учебник для 5 класса 12-летней общеобразовательной школы с русским языком обучения / Л. А. Мурина, И. С. Ровдо [и др.]. — Минск: Оракул, 2002. — 271 с.
6. Ровдо, И. С. Русский язык в Беларуси / И. С. Ровдо // Русский язык: система и функционирование: материалы Междунар. науч. конф.: в 2 ч. / отв. ред. И. С. Ровдо. — Минск: БГУ, 2002. — Ч. 1. — С. 46-51.
7. Роўда, І. С. Мовазнаўства і літаратуразнаўства ў выданнях БДУ / І. С. Роўда // Беларускі універсітэт, 31 кастрычніка. — Мінск, 2002. — № 14. — С. 4.
8. Роўда, І. С. Некаторыя аспекты функцыянавання беларускай і рускай моў / І. С. Роўда // Роднае слова. — 2003. — № 6. — С. 36-38.
9. Русский язык: пособие для подготовки к обязательному централизованному тестированию и поступлению в вузы / И. С. Ровдо [и др.]; под общ. ред. Ровдо И. С. — Минск: Юнипресс, 2005. — 544 с.
10. Роўда, І. С. Беларуская мова // Программы для учреждений, обеспечивающих получение общего среднего образования с русским языком обучения: 2 класс. — Минск: НИО, 2005. — С. 18-24.
11. Ровдо, И. С. Современный русский язык: хрестоматия: в 3 ч. / Т. Н. Волынец, В. Л. Леонович, И. С. Ровдо — Минск: БГУ, 2005. — Ч. 2. Словообразование. Морфология. — 242 с.
12. Во всем мне хочется дойти до самой сути…: К 80-летию профессора П. П. Шубы / отв. ред. И. С. Ровдо. — Минск: Изд. центр БГУ. — 2006. — 154 с.
13. Ровдо, И. С. Традиции и новаторство в лингвистическом наследии профессора П. П. Шубы / И. С. Ровдо // Русский язык: система и функционирование (к 80-летию профессора П. П. Шубы): материалы III Междунар. науч. конф. / отв. ред. И. С. Ровдо. — Минск: РИВШ, 2006. — С. 3-10.
14. Ровдо, И. С. Социокультурная адаптация русских в СНГ в свете реализации федеральной целевой программы «Русский язык (2006—2010)» / И. С. Ровдо // III Международный форум русистов стран СНГ и Балтии. — Минск: Нац. ин-т образования, 2010. — С. 121—125.
15. Ровдо, И. С. Теория поля в межъязыковых сопоставительных исследованиях / И. С. Ровдо // Русский язык: исторические судьбы и современность: III Междунар. конгресс исследователей русского языка. 20-23 марта 2007 г.: труды и материалы. — М.: МАКС Пресс. 2007. — С. 452.
16. Функционирование и преподавание современного русского языка в странах СНГ: аналитические материалы / В. Н. Арутюнян, И. С. Ровдо [и др.]. — СПб, 2007. — 100 с.
17. Ровдо, И. С. Белорусская русистика: новое направление деятельности / И. С. Ровдо // Современное языковое и литературное образование в СНГ: диалог между теорией и практикой: материалы Международного форума русистов, 10-12 ноября 2008 г. — Минск: Нац. ин-т образования, 2009. — С. 271—276.
18. Ровдо, И. С. От нормы литературной к «норме» речевой / И. С. Ровдо // Русский язык: система и функционирование (к 70-летию филологического факультета): сб. материалов ІV Междунар. науч. конф., г. Минск, 5–6 мая 2009 г.: в 2 ч. / Белорус. гос. ун-т; редкол.: И. С. Ровдо (отв. ред.) [и др.]. – Минск: РИВШ, 2009. – Ч. 1. – С. 45–51. (недоступная ссылка)
19. Роўда, І. С. З любоўю да слова… / І. С. Роўда // Веснік БДУ. — Сер. 4. — 2009. — № 2. — С. 3-6.
20. Роўда, І. С. Сапраўдны цэнтр беларусістыкі / І. С. Роўда // Роднае слова. — 2009. — № 9. — С. 59-60.
21. Ровдо, И. С. Университетская филология от истоков до наших дней / И. С. Ровдо // Русский язык и литература. — 2009. — № 10. — С. 60-63.
22. Філалагічны факультэт. Да 70-годдзя заснавання / рэд. савет: І. С. Роўда (старш.) [і інш.] Архивная копия от 10 июня 2020 на Wayback Machine. — Мінск: БДУ, 2009. — 101 с.
23. Волынец, Т. Н. Современный русский язык: тематический контроль. Словообразование. Морфология: учеб.-методич. пособие / Т. Н. Волынец, В. Л. Леонович, И. С. Ровдо. — Минск: БГУ, 2010. — 119 с.
24. Роўда, І. С. Філалогія / І. С. Роўда // Веснік БДУ. — Сер. ІV. — 2011. — № 2. — С. 5-7.
25. Роўда, І. С. Месца прапіскі таленту / І. С. Роўда // Літаратура і мастацтва. — 2011. — № 30.
26. Актуальные процессы в русской лексике постсоветского периода // Русский язык: система и функционированиею — Мн., 2011;
27. Ровдо, И. С. Средства выражения словообразовательных значений в синтетических и аналитических номинациях / И. С. Ровдо // Foreign Language: Education & Research. — 2014. — № 1. (Dalian). — C. 33-38.
28. Русско-белорусское двуязычие: педагогический аспект / Т. Н. Волынец, И. С. Ровдо, И. Э. Ратникова, С. М. Якуба // Русский язык: система и функционирование (к 75-летию филологического факультета БГУ): сб. мат-лов VI Междунар. науч. конф., Минск, 28-29 окт. 2014 г.: в 2 ч. / отв. ред. И. С. Ровдо. — Минск: Изд. центр БГУ, 2014. — Ч. 1. — С. 29-41.
29. Биноминации как явление письменной формы речи // Словаўтварэнне і іншыя ўзроўні беларускай літаратурнай мовы. — Мн., 2014 и др.